# آغنيس فاردا
آغنيس فاردا (بالفرنسية: Agnès Varda )‏ (و. 1928  م) هي مصورة، وفنانة تشكيلية، ومخرجة أفلام، وكاتبة سيناريو، وفنانة، وأستاذة جامعية وتربوية، ومصورة سينمائية، ومنتجة أفلام، ومدرسة، ومونتيرة، من فرنسا، ولدت في إيكسل، حصلت في 2017 على جائزة اوسكار شرفية على مجمل اعمالها، وعُرض آخر أفلامها «فاردا آند آي» في مهرجان برلين السينمائي وحصل على جائزة شرفية.

## حياتها وولادتها
ولدت آغنيس في عام 1928 وكانت فاردا إحدى رواد الموجة الجديدة في السينما الفرنسية في عقدي الخمسينيات والستينيات وعاصرت مخرجين منهم فرانسوا تروفو وجان لوك غودار.

## التعليم
تعلمت في كلية اللوفر.

## وفاتها
توفيت آغنيس فاردا في منزلها بباريس في يوم الجمعة 29 آذار/ مارس 2019، عن عمر يناهز 90 عاما، إثر مضاعفات إصابتها بمرض السرطان.

## جوائز وترشيحات
حصلت على جوائز منها:
- جائزة الأوسكار الشرفية (11 نوفمبر 2017)
- جائزة دونوستيا  [لغات أخرى]‏ (2017)
- جائزة ماكس بكمان  [لغات أخرى]‏ (2016)
- جائزة نمر الشرف [الإنجليزية]‏ (2014)
- جائزة المدرب الذهبي  [لغات أخرى]‏ (2010)
- جائزة الجمعية الوطنية للنقاد السينمائيين لأفضل فيلم غير خيالي  [لغات أخرى]‏، عن عمل: شواطئ آغنيس (2009)
- جائزة سيزار لأفضل فيلم وثائقي  [لغات أخرى]‏، عن عمل: شواطئ آغنيس (2009)
- الدكتوراة الفخرية من جامعة غوتنبرغ (2008)
- جائزة رينيه كلير [الإنجليزية]‏ (2002)
- سيزر التكريمية  [لغات أخرى]‏ (2001)
- جائزة كونراد وولف [الإنجليزية]‏ (2001)
- جائزة الجمعية الوطنية للنقاد السينمائيين لأفضل فيلم غير خيالي  [لغات أخرى]‏، عن عمل: المجمع وأنا [الإنجليزية]‏ (2001)
- جائزة الفيلم الأوروبي لأفضل وثائقي [الإنجليزية]‏، عن عمل: المجمع وأنا [الإنجليزية]‏ (2000)
- جائزة جمعية نقاد السينما في لوس انجلوس  لأفضل فيلم بلغة أجنبية  [لغات أخرى]‏، عن عمل: فيغابوند (1986)
- جائزة الأسد الذهبي، عن عمل: فيغابوند (1985)
- جائزة لويس ديلوك [الإنجليزية]‏، عن عمل: السعادة موجودة في الحقل [الإنجليزية]‏ (1964)
- الصليب الأكبر من وسام الاستحقاق الوطني
- الدكتوراة الفخرية من جامعة لييج
- الضابط الأكبر من وسام جوقة الشرف.

ترشحت لـ:
- جائزة الجمعية الوطنية للنقاد السينمائيين لأفضل فيلم غير خيالي  [لغات أخرى]‏، عن عمل: شواطئ آغنيس (2009)
- جائزة نقابة المخرجين الأمريكية لأفضل إخراج عن فئة الأفلام الوثائقية [الإنجليزية]‏، عن عمل: شواطئ آغنيس (2009)
- جائزة سيزار لأفضل فيلم وثائقي  [لغات أخرى]‏، عن عمل: شواطئ آغنيس (2009)
- جائزة الفيلم الأوروبي لأفضل وثائقي [الإنجليزية]‏، عن عمل: شواطئ آغنيس (2009)
- جائزة الجمعية الوطنية للنقاد السينمائيين لأفضل فيلم غير خيالي  [لغات أخرى]‏، عن عمل: المجمع وأنا [الإنجليزية]‏ (2001)
- جائزة الفيلم الأوروبي لأفضل وثائقي [الإنجليزية]‏، عن عمل: المجمع وأنا [الإنجليزية]‏ (2000)
- جائزة سيزار لأفضل فيلم، عن عمل: فيغابوند (1986)
- جائزة سيزار لأفضل مخرج، عن عمل: فيغابوند (1986).

## وصلات خارجية
- وثائقي قصة حياة آغنيس فاردا على موقع صناع الامل

- آغنيس فاردا على موقع IMDb (الإنجليزية)
- آغنيس فاردا على موقع الموسوعة البريطانية (الإنجليزية)
- آغنيس فاردا على موقع مونزينجر (الألمانية)
- آغنيس فاردا على موقع ألو سيني (الفرنسية)
- آغنيس فاردا على موقع ميوزك برينز (الإنجليزية)
- آغنيس فاردا على موقع أول موفي (الإنجليزية)
- آغنيس فاردا على موقع قاعدة بيانات الأفلام السويدية (السويدية)
- آغنيس فاردا على موقع إن إن دي بي (الإنجليزية)
- آغنيس فاردا على موقع ديسكوغز (الإنجليزية)
- آغنيس فاردا على موقع قاعدة بيانات الفيلم (الإنجليزية)